# Самора (Испания)

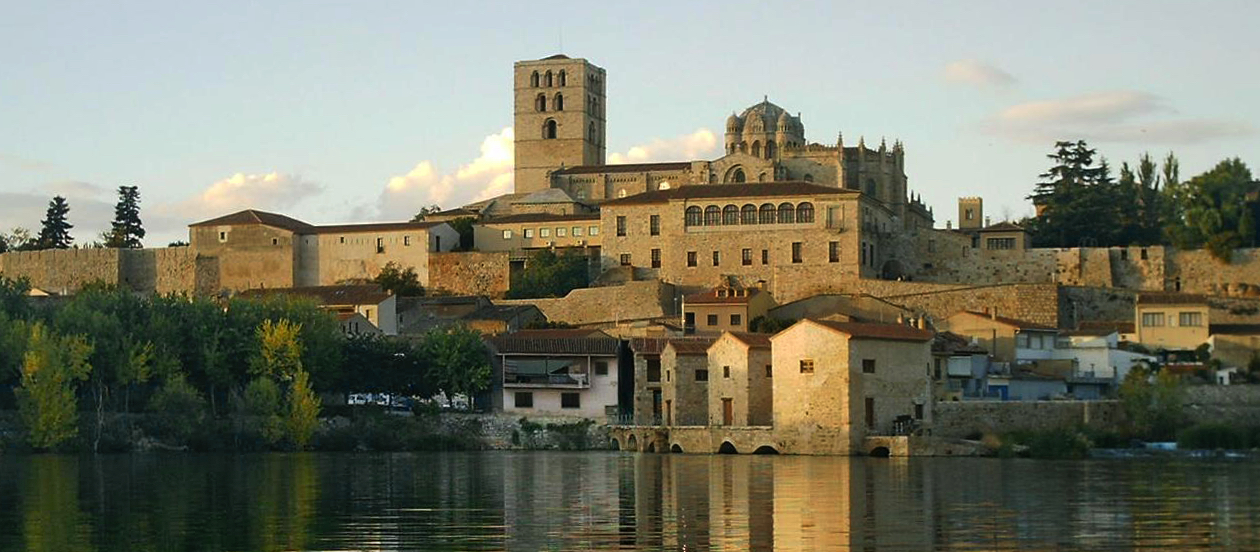
Кафедральный собор

Самора (исп. Zamora) — испанский город и муниципалитет на реке Дуэро, через которую здесь перекинут 16-арочный мост XIV века. Занимает скалистую возвышенность неподалёку от впадения в Дуэро реки Вальдерадэуй.

## Справочные данные
Входит в провинцию Самора в составе автономного сообщества Кастилия и Леон. Муниципалитет находится в составе района (комарки) Тьерра-дель-Пан. Занимает площадь 10,5 км². Население — 65998 человек (на 2010 год). Расстояние до административного центра провинции — 250 км.

## История
Город, основанный арабами в 852 году, играл замечательную роль в первые столетия реконкисты, неоднократно переходя от христиан к маврам и обратно. Фердинанд I Великий при разделе своих земель отдал Самору дочери Урраке. Её брат Санчо II при помощи Сида объединил почти все земли отца под своей властью, кроме Саморы. Когда он двинул свои войска на Самору, то пал от руки заговорщика. На следующий (1073) год Саморой завладел Альфонс VI.
Во время войны за кастильское наследство в Саморе до 1475 года хозяйничали португальцы-сторонники Хуаны Бельтранехи, которые не признавали Изабеллу законной королевой Кастилии. В испанском языке прижилась поговорка «Не за день была завоёвана Самора», намекающая на бурную историю этого города.

## Достопримечательности
- Благодаря обилию сооружений в романском стиле Самору часто называют «романским музеем». В Старом городе сохранилось более 10 церквей X—XIII веков.
- Руины крепости в парке Кастильо, заложенной в X веке арабами.
- Саморский собор — старейший в округе.
- Крепостная стена с воротами Пуэрта-Траисьон (Воротами предательства). В 1072 году возле них заговорщики убили короля Санчо II.

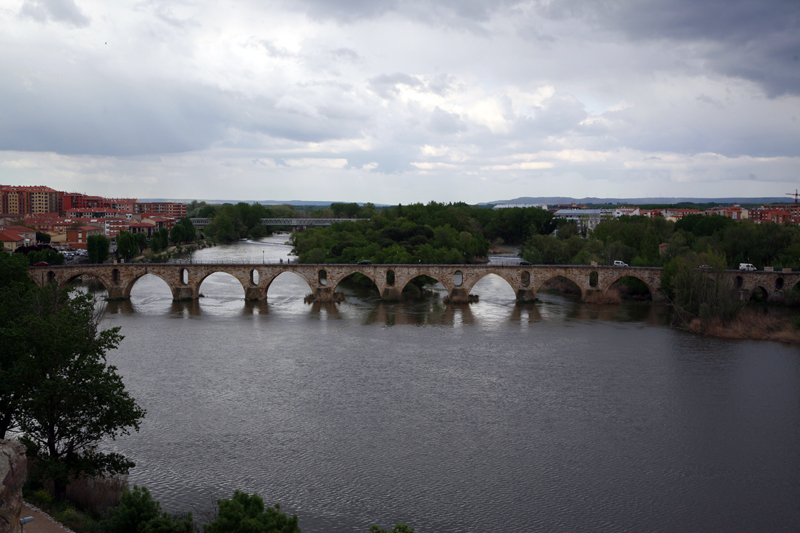
Средневековый мост через Дуэро
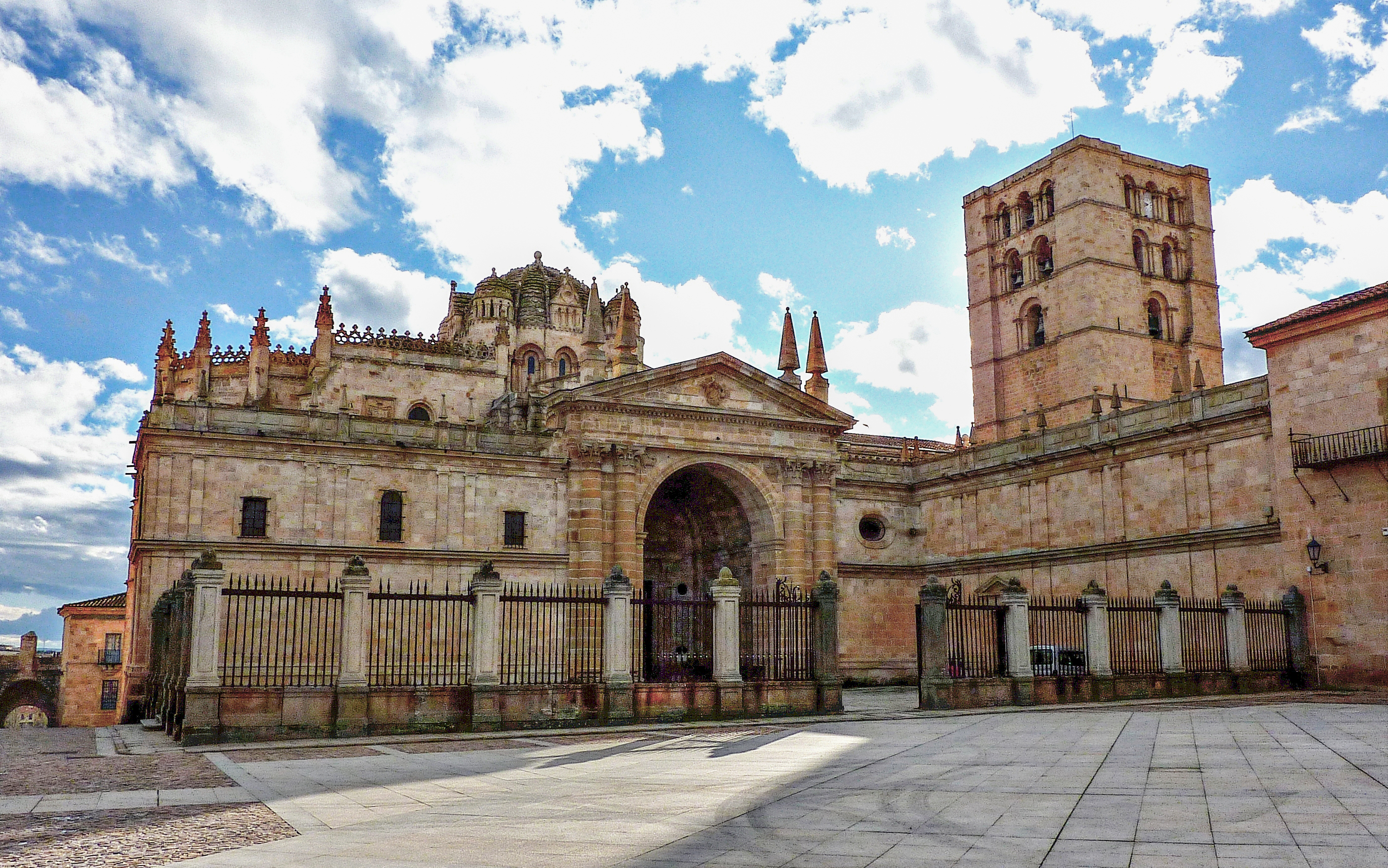
Саморский собор
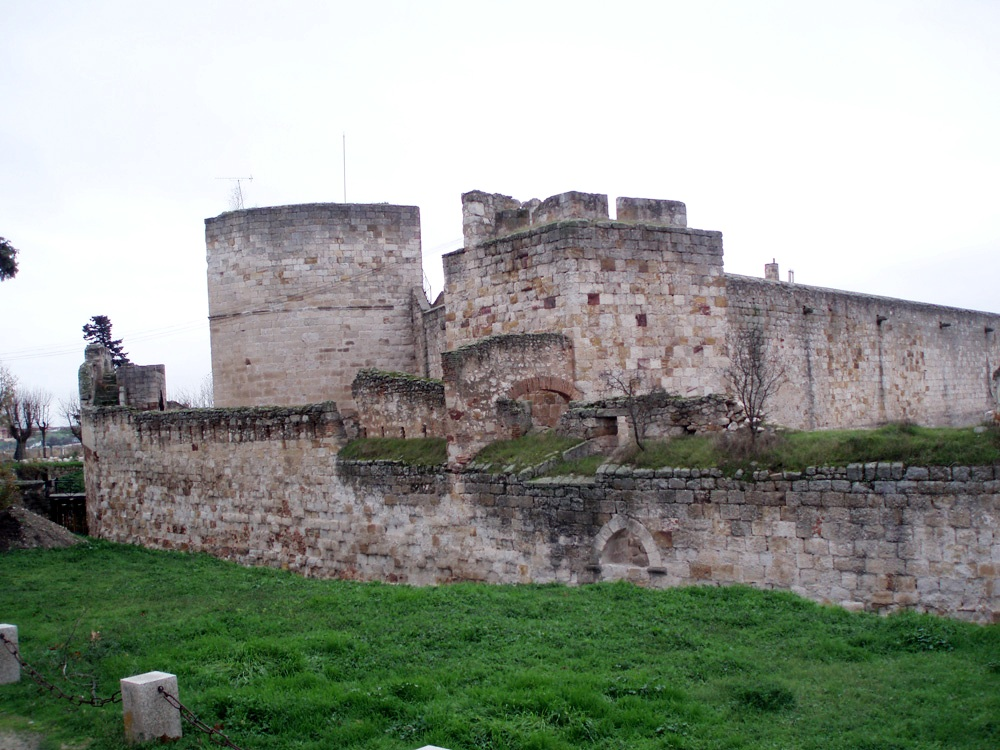
Саморская крепость

## Население
| Год  | Численность | Численность   |
| ---- | ----------- | ------------- |
| 2001 | 65 633      | [ 4 ]         |
| 2002 | 65 575      | [ 5 ]         |
| 2004 | 65 646      | [ 6 ]         |
| 2005 | 66 123      | [ 7 ]         |
| 2006 | 66 135      | [ 8 ]         |
| 2007 | 66 138      | [ 9 ]         |
| 2008 | 66 672      | [ 10 ]        |
| 2009 | 66 293      | [ 11 ]        |
| 2010 | 65 998      | [ 12 ]        |
| 2011 | 65 525      | [ 13 ]        |
| 2012 | 65 362      | [ 14 ]        |
| 2013 | 64 986      | [ 15 ]        |
| 2014 | 64 423      | [ 16 ]        |
| 2015 | 63 831      | [ 17 ]        |
| 2016 | 63 217      | [ 18 ]        |
| 2017 | 62 389      | [ 19 ]        |
| 2018 | 61 827      | [ 20 ] [ 21 ] |
| 2019 | 61 406      | [ 22 ]        |
| 2020 | 60 988      | [ 23 ]        |
| 2021 | 60 297      | [ 24 ]        |
| 2022 | 59 475      | [ 25 ]        |
| 2023 | 59 259      | [ 26 ]        |
| 2024 | 59 506      | [ 3 ]         |